# Neuapostolische Kirche Berlin-Adlershof
Die Neuapostolische Kirche im Berliner Bezirk Treptow-Köpenick im Ortsteil Berlin-Adlershof ist ein Kirchengebäude der Neuapostolischen Kirche (NAK) in der Gebietskirche Berlin-Brandenburg. Das Gotteshaus der 1908 gegründeten Gemeinde wurde unter schwierigen materiellen und politischen Bedingungen in den 1980er Jahren begonnen und nach dem Mauerfall, 1992, eingeweiht. Es ersetzte einen früheren einfachen Kirchenraum an anderer Stelle im Ortsteil Adlershof.

## Lage
Das Sakralgebäude steht in der Handjerystraße 27, die nach Nicolaus Prinz Handjery, einem preußischen Politiker, benannt ist. – Auf der linken (=westlichen) Seite schließt sich unmittelbar ein Wohnhaus an, auf der der Straße abgewandten Seite erstreckt sich ein rechtwinklig angefügter Flügel. Auf dem Gelände gibt es noch ein kleines Nebengebäude.

## Geschichte

### Erster Gottesdienstraum

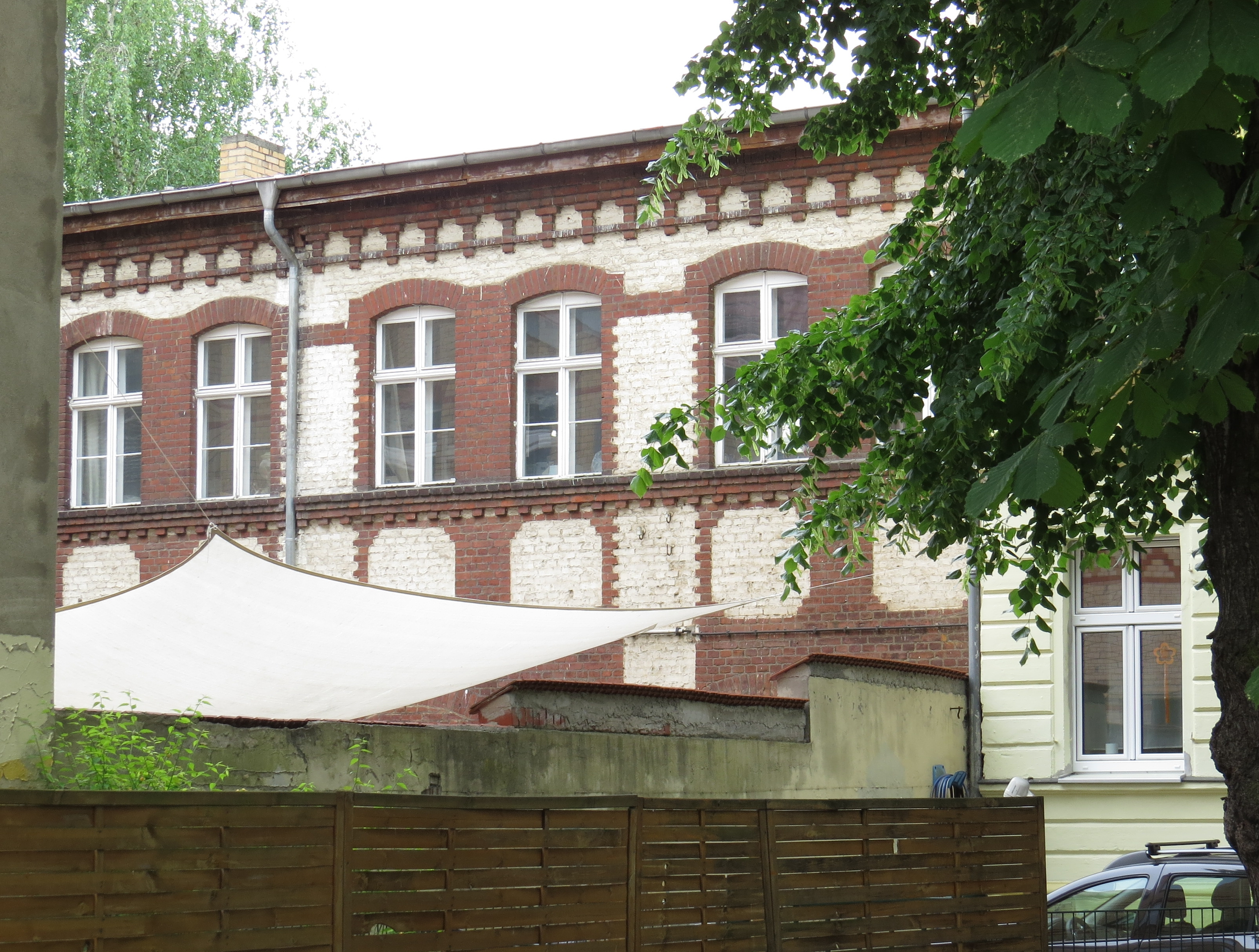
Hier befand sich von 1908 bis 1992 der Gottesdienstraum der Kirchengemeinde.

Die Neuapostolischen Christen in Adlershof gehörten Ende des 19. Jahrhunderts zur Gemeinde Berlin und nutzten anfangs für ihre Gottesdienste verschiedene Mietlokale in der Köpenicker Altstadt.
Priester Heinrich Thalhäuser, der in Adlershof im Mietshaus des Architekten A. Kli(e)sche wohnte, bekam vom Eigentümer um das Jahr 1907 das Angebot, einen frei gewordenen Fabrikraum im Hinterhof für die Zwecke der Kirchengemeinde herrichten zu können. Nach der Beschaffung von Geld wurden dort Kirchenbänke für rund 80 Besucher aufgestellt und ein einfacher Altarbereich geschaffen. Die Mitglieder dieser Gemeinde konnten dort am 1. März 1908 ihren Gründungs-Gottesdienst feiern. Apostel Hallmann übertrug Heinrich Thalhäuser die Leitung der neuen Gemeinde, zu der 78 Personen gehörten, 40 Erwachsene und 38 Kinder.
Nach dem Ersten Weltkrieg war die Zahl der Gemeindemitglieder stark angewachsen, so dass in Berlin-Oberschöneweide und in Grünau-Falkenberg im Jahr 1924 eigene Gemeinden gegründet wurden. Ab 1928 bekam Adlershof einen neuen Vorsteher.
In der Zeit des Nationalsozialismus konnten in allen NAK-Gemeinden weiter Gottesdienste gehalten werden, bald erfolgten jedoch stärkere Einschränkungen. Einerseits mussten Amtsträger der Kirche Kriegsdienst leisten und Gemeindemitglieder wurden ebenfalls eingezogen. Andererseits führte Materialmangel (wie Papier für Kirchenblätter oder Baumaterial für Ausbesserungsarbeiten) zu Einschränkungen der Kirchennutzung und der Gemeindearbeit.
Im Jahr 1942 war Fleischermeister R. Langnickel aus der Adlershofer Hackenbergstraße Eigentümer des Wohn- und des Fabrikgebäudes in der Friedenstraße 8 in Adlershof, als Mieter wird (noch immer) explizit die Neuapostolische Gemeinde e.V. genannt.

### 1945 bis 1985: Umbau und Weiternutzung
Am Ende des Jahres 1945 hatte die NAK in ganz Berlin rund dreißig Prozent ihrer Mitglieder (10.000 Personen) verloren.
Erst seit dem Jahr 1946 wuchs die Zahl der Gemeindemitglieder in Adlershof wieder an, so dass die „alte Kirche“ im Inneren umgebaut werden musste: u. a. erhielt die Sakristei Platz in angemieteten weiteren Räumen.
Anfang der 1980er Jahre versuchte die NAK-Gemeinde in der benachbarten Thomas-Müntzer-Straße einen Anbau zu errichten; von dort sollten ggf. der bisherige Eingangsbereich umgestaltet und zusätzliche Nebenräume samt eines neuen Sanitärbereichs gewonnen werden. Es gab jedoch keine entsprechenden Genehmigungen seitens der staatlichen Stellen.

### Ein eigenes Gotteshaus entsteht
Im Jahr 1985 erwarb die inzwischen weiter gewachsene Gemeinde in der Handjerystraße Bauland aus privater Hand und ließ sich dort doch nach erteilten Baugenehmigungen seitens der DDR-Stellen ein neues modernes Gotteshaus bauen. (In den 1940er Jahren befand sich auf der Parzelle nur ein Garten, in der Nachbarschaft [Nr. 30–35] heißt es lapidar: Baustellen.) Später nutzte ein Kleingewerbetreibender das Anwesen.
Die Erschließungsarbeiten für das Kirchengebäude begannen 1988. Sämtliche Baukosten wurden von der Neuapostolischen Kirche getragen, ihre Höhe ist nicht genau bekannt.
Nach der deutschen Wiedervereinigung wurde das Innere des Kirchenbaus, das noch nicht vollständig eingerichtet war, entsprechend den nun verfügbaren Bautechniken und Baumaterialien angepasst und alles zügig fertig gestellt. Am 16. August 1992 feierte die Gemeinde die Einweihung.
Der Kirchenraum im Fabrikgebäude in der Friedenstraße wurde nach dem Umzug aufgegeben, er fand jedoch andere Nutzer. – In den 2020er Jahren ist der teilverputzte Backsteinbau äußerlich saniert.

## Architektur

### Haupthaus mit Treppenturm

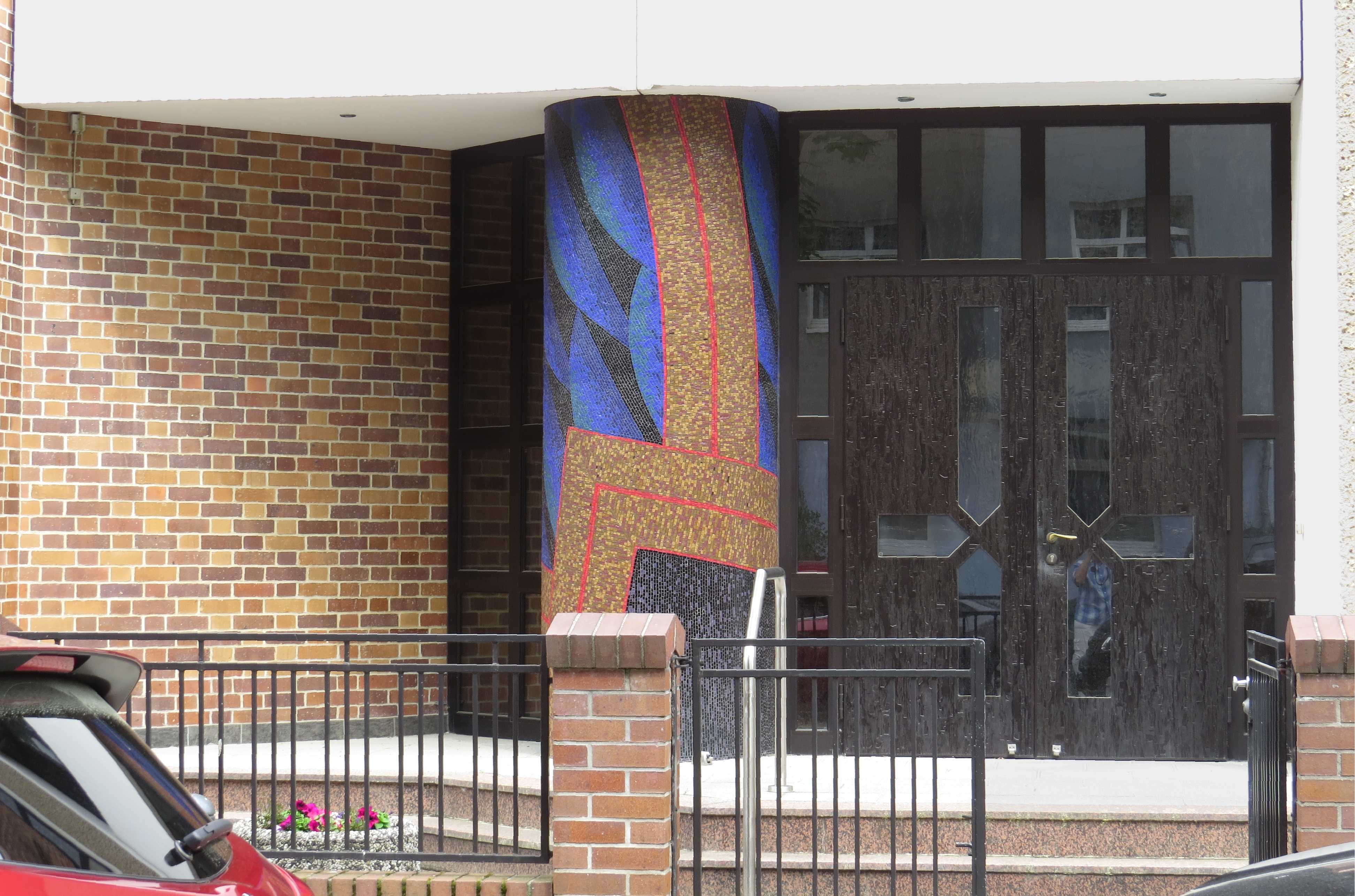
Eingangsbereich der NAK

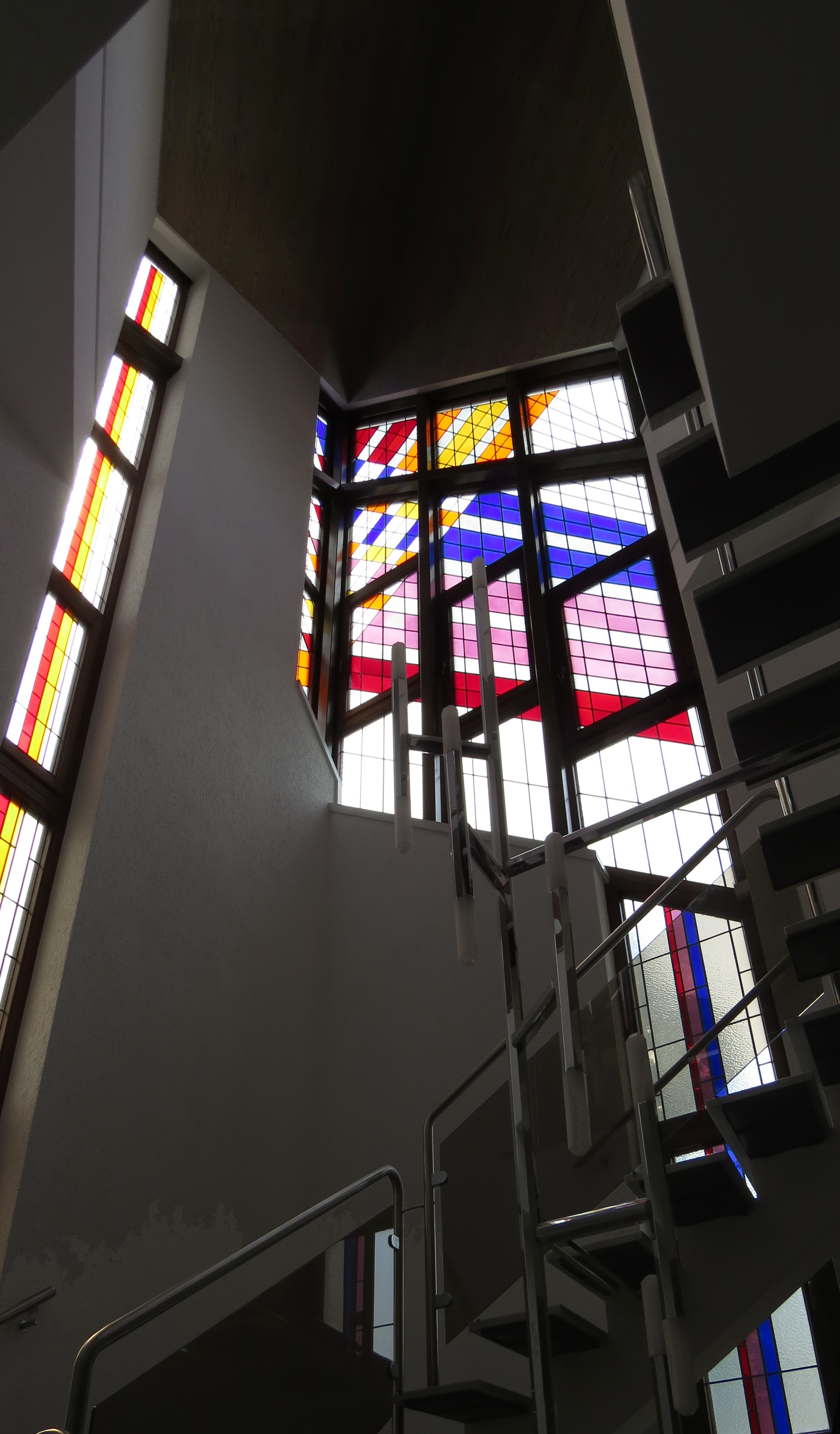
Treppentürmchen

Die Bauzeichnungen für das Kirchengebäude stammen von einem mehrköpfigen staatlichen Architektenteam, das ein Bauwerk im modernen Stilmix plante und den Bau leitete. Als individuelle Besonderheit wählten die Planer an vielen Stellen der Fassade und im Inneren ein Dreieck, das zugleich Symbol für die Heilige Dreifaltigkeit ist. Der kompakte Bau wird durch Säulen gestützt, die geschickt in das Bauwerk integriert wurden: auf der Straßenseite zieht sich vom Eingang bis in die zweite Etage eine solche Stütze, die mit Beton gerundet und mit kleinem mehrfarbigen Mosaik künstlerisch verkleidet ist.
Das Kirchenbauwerk hat einen L-förmigen dreigliederigen Grundriss, der straßenseitig ein Haus mit drei Etagen darstellt. Im Erdgeschoss befindet sich der Hauptzugang in das Gebäude mit einem zurückspringenden Portal, zu dem zwei Stufen und eine barrierefreie Rampe hinaufführen.
Die Fassade ist im unteren Bereich graubeige verputzt, der Eckbau zum Hof hin und das obere Stockwerk sind mit Klinkern verkleidet. Über dem Eingangsbereich befindet sich ein offener zweiteiliger Balkon.
Der gesamte Kirchenbau wird von einem Flachdach abgeschlossen.
Dem Haupthaus schließt sich ein spitzgiebeliges turmähnlich aufragendes Treppenhaus an, das die bauliche Verbindung zwischen dem Haupthaus und der Empore im Anbau bildet. Von hier gelangen die Besucher in die Mehrzweckräume und auf die Empore. Auf die christliche Nutzung des Gebäudes verweist die Aufschrift an dem geklinkerten Eckteil: Neu-Apostolische Kirche unter dem großen typischen NAK-Kirchensymbol. In der zweiten Etage befinden sich Wohnungen.

### Kirchenraum

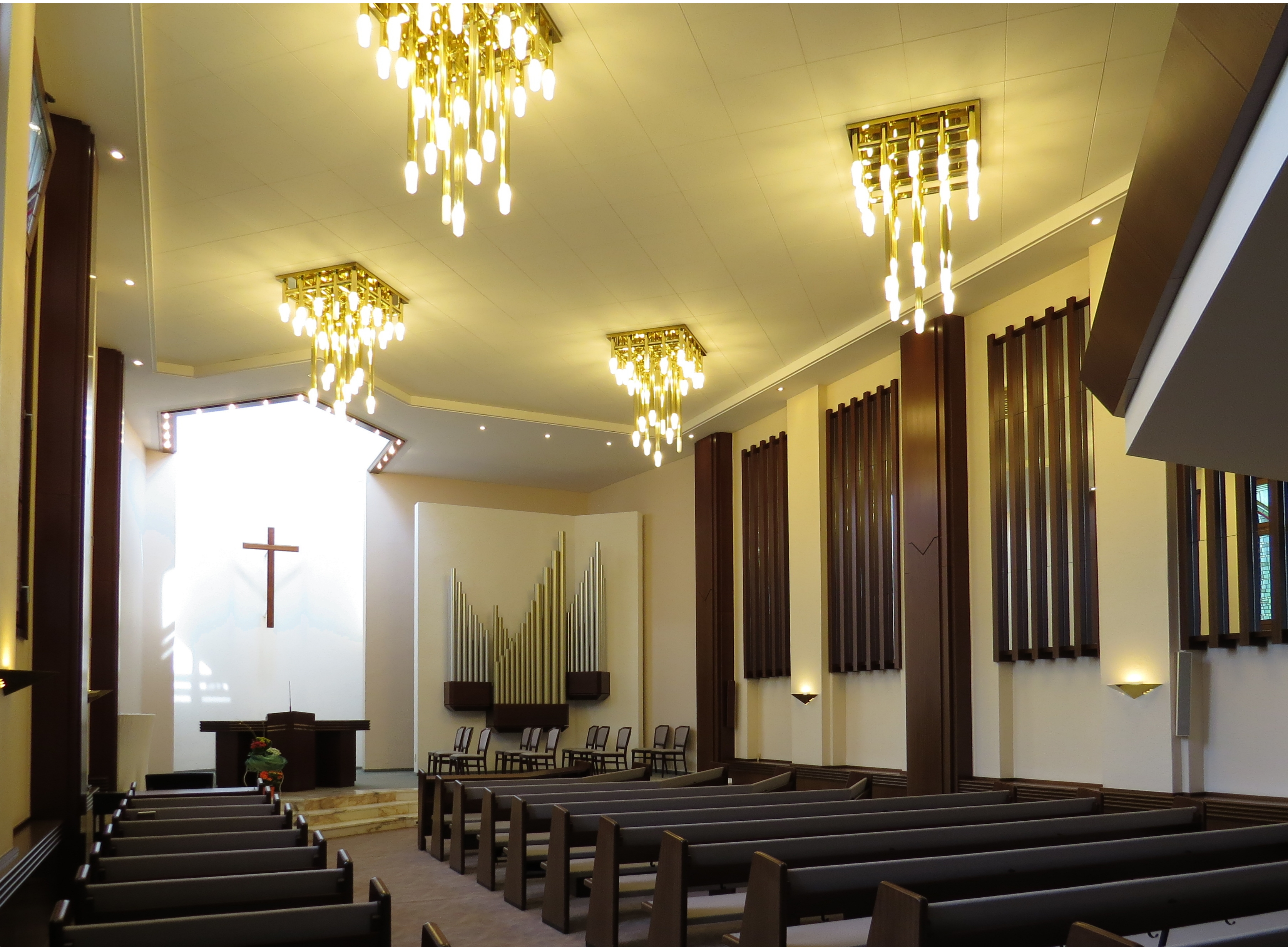
Blick in den Kirchenraum

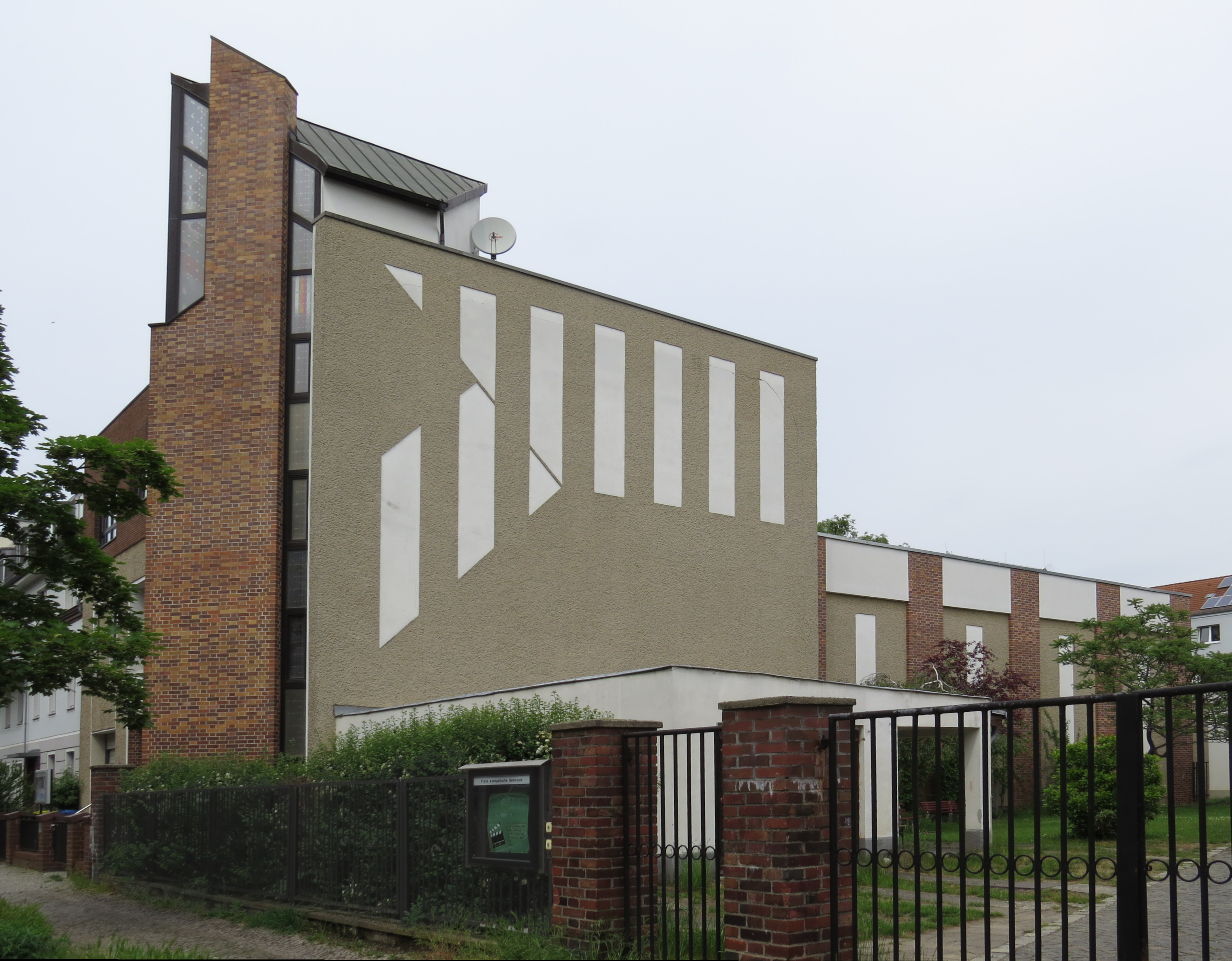
Giebelseite mit dem Kirchenraum-Anbau

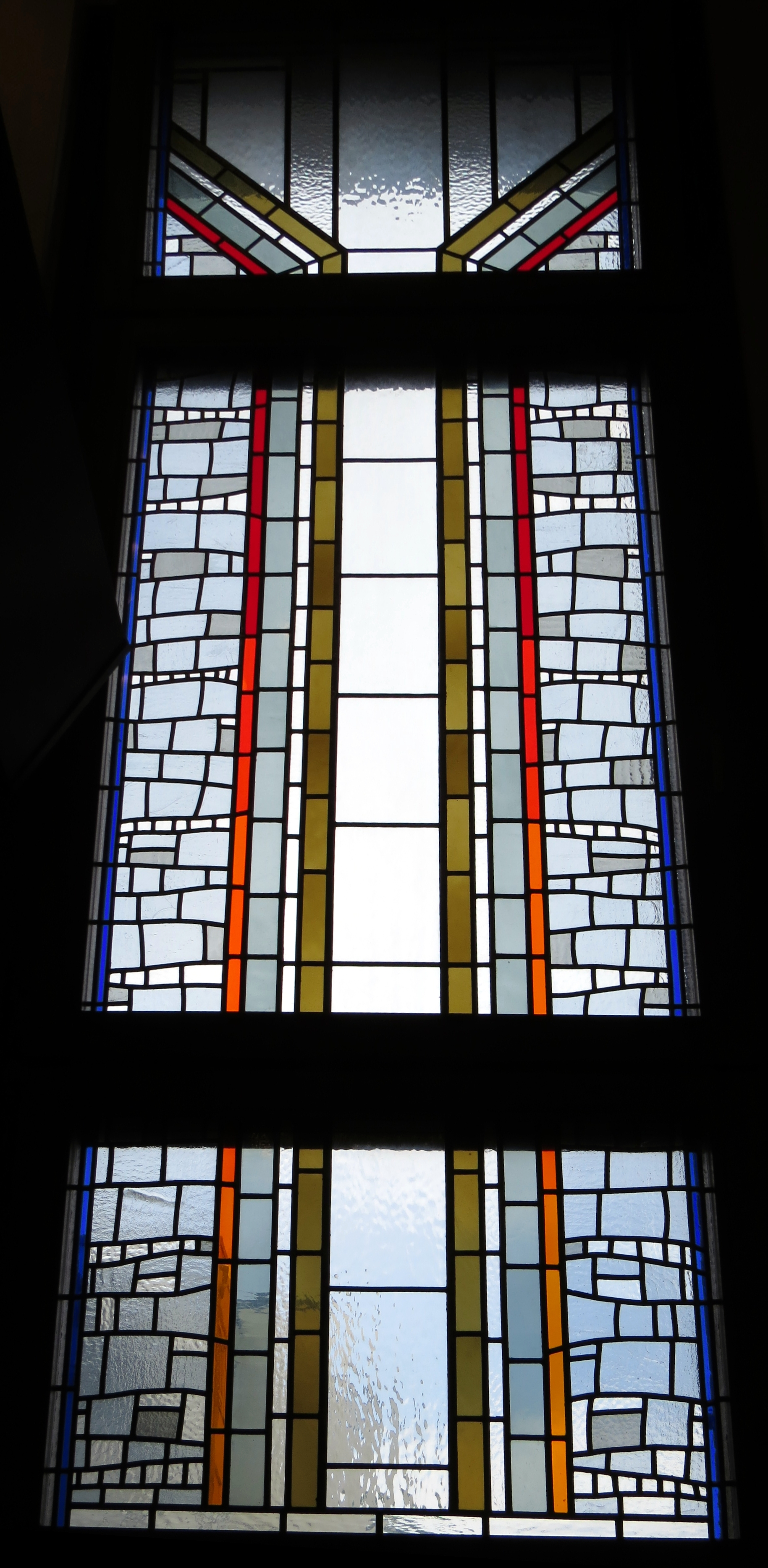
Fenster

Der dritte Baukörper ist der rechtwinklig zum Haupthaus angeschlossene Anbau, der ausschließlich den Kirchenraum enthält. Dieser im Hof errichtete Gebäudeteil ist auf der gesamten Fassade dezent mit senkrechten weißen Putzspiegeln versehen, der jedoch keine Fensteröffnungen enthält.
Der Kirchenraum erhält durch schmale hochrechteckige Fenster mit farbigem Ornamentglas von Nordwesten Tageslicht, zudem tritt durch zwei im Grundriss sechseckige Lichtschächte von oben weiteres Tageslicht in den Treppenanbau und in den Kirchenraum. Hier wird der kleine dreieckige Raum hinter dem Altar belichtet und hebt das Kreuz wirkungsvoll hervor. Vom Haupteingang bis zum Kreuz besteht bei geöffneten Türen ein direkter Durchblick.

## Ausstattung

### Altar, Chorraum, Gestühl, Beleuchtung und sonstiges

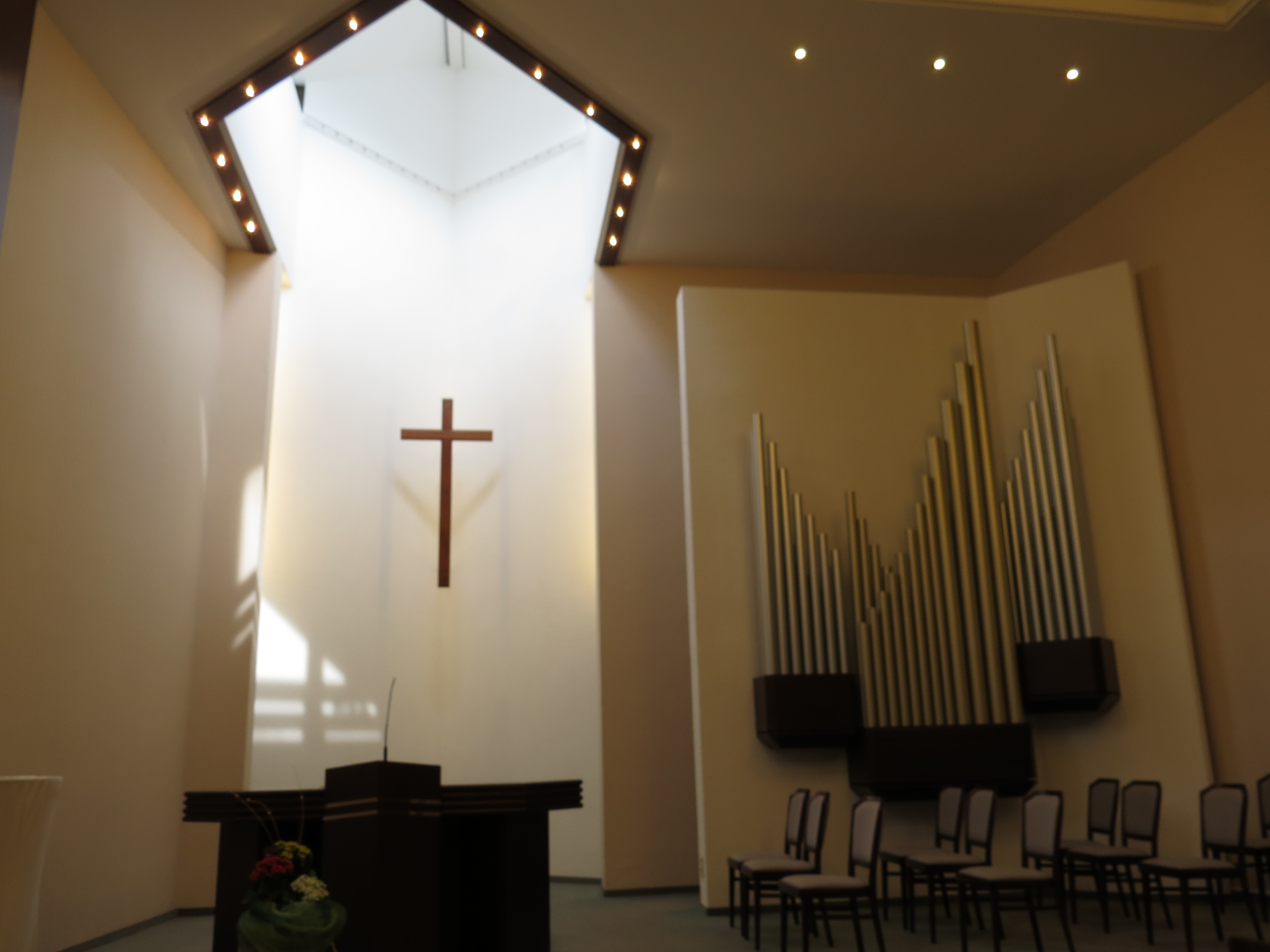
Altarraum

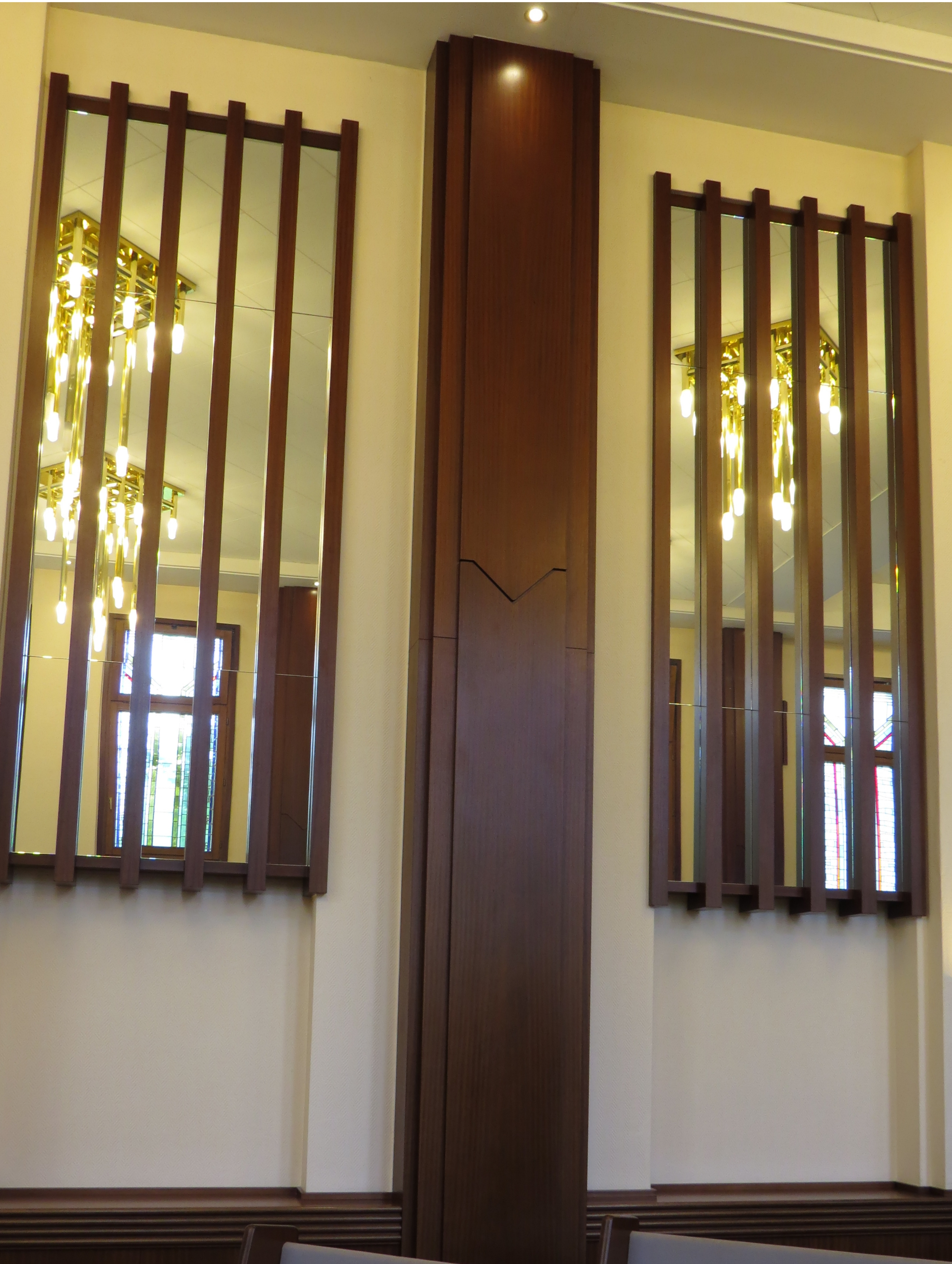
Teil der Spiegelwand

Der Altar wurde auf einem Podest installiert. Er ist als leicht gegliederter dunkel gebeizter kompakter Mahagonitisch ausgeführt. Zum Podest führen in ganzer Raumbreite drei Stufen aus Marmor, ein kleiner Bereich der Treppe ist in Dreieckform zum Besucherraum vorgezogen. Er wiederholt damit die schon erwähnte Dreiecksform an der Fassade, am Portalbereich und die Form des Eckbaus. An einer der Wände ist ein hölzernes Kreuz montiert.
Der kleine Chorraum kann mit einzelnen Stühlen ausgestattet werden, wenn dort Personen eine besondere Rolle spielen, beispielsweise bei Konzerten. Außerdem steht hier das Taufbecken, das der heiligen Wassertaufe dient.
Die Kirchenbänke sind (ebenfalls) aus Holz gefertigt, es gibt eine Reihe gerader Bänke längs im Kirchenraum und links von einem Gang stehen einige mittig leicht geknickte Bänke, die von vorn nach hinten zunehmend breiter werden. Sie sorgen für eine gute Sicht aller Kirchenbesucher auf den Altarbereich.
An der flachen Decke des Hauptraumes sind stabförmige Beleuchtungskörper angebracht, die in abgestufter Form zu rechteckigen Gruppen zusammengefasst sind und damit moderne Kronleuchter simulieren.
Als Gegenstück zu den Fenstern haben die Architekten die südöstliche Wand des Kirchenraumes mit fensterhohen Spiegeln verkleidet, die somit eine zweite Fensterreihe simulieren und weiteres Tageslicht hierher lenken. – Die im Kirchenraum sichtbaren Stützen sind wie flache Säulen zwischen die Fenster bzw. Spiegel eingebaut und mit Holz verkleidet.

### Orgel und Empore

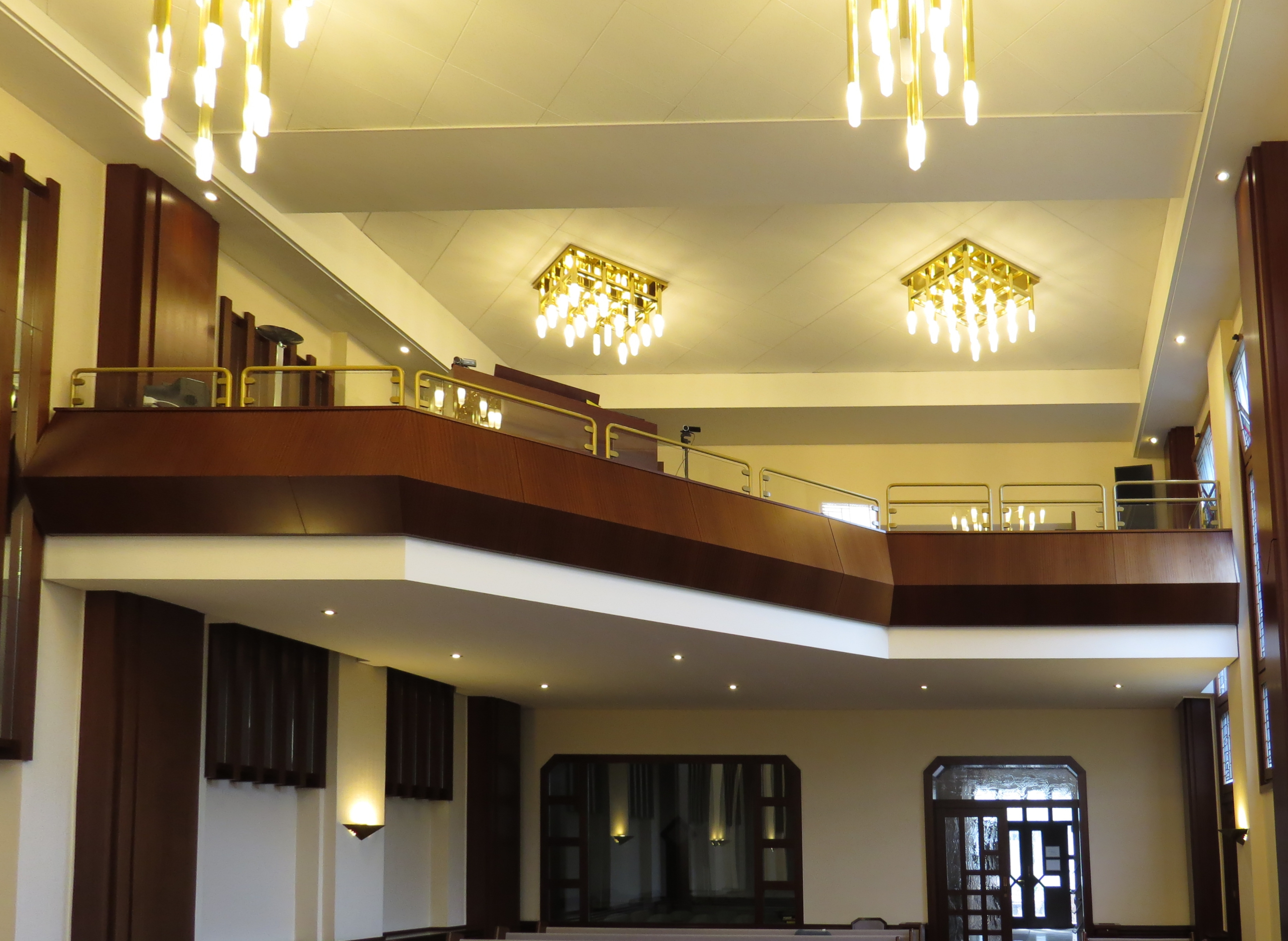
Empore mit Orgelspieltisch

Schon im ersten Kirchenraum wurde 1909 ein Harmonium zur musikalischen Begleitung für den Gottesdienst aufgestellt. Das Harmonium konnte im Jahr 1976 durch eine elektronische Orgel ersetzt werden, die vom VEB Musikelektronik Geithain gebaut worden war. Der Verbleib des Harmoniums ist nicht dokumentiert.
Die Orgel erhielt ihren Platz im neuen Kirchengebäude auf einer Empore, auf der auch die Sänger Aufstellung nehmen können und der Orgelspieltisch platziert wurde. Die Empore ist einseitig etwas weiter in den Raum vorgezogen, damit bleibt direkte und freie Sicht vom Eingang in den Kirchenraum auf den Altarbereich erhalten.
Im Jahr 1992 war das langjährig genutzte Musikinstrument, dessen Erhalt immer reparaturbedürftiger und kostenaufwändiger geworden war, nicht mehr zu gebrauchen. Ob es verschrottet oder zur Ersatzteilgewinnung bei anderen Orgelnutzern diente, ist nicht bekannt. Die Kirchengemeinde erwarb nun eine elektronische Orgel der Firma Kienle, doch auch diese konnte nicht lange fehlerfrei gespielt werden. Noch einmal musste die Kirche ein neues Instrument anschaffen, die Wahl fiel auf den italienischen Hersteller Viscount-Sakralorgeln mit dem vollelektronischen Instrument Unico CLV4. Es wurde so konzipiert, dass sein digitales Klangbild verschiedene Orgelvorbilder simulieren kann wie eine Silbermann-Orgel, Schnitger-, Cavaillé-Coll-, Henry (Father) Willis- und Sauer-Orgeln. Das neue Instrument kostete rund 10.000 Euro und wurde im Juli 2013 eingeweiht.
Der Spieltisch für die Orgel steht auf der Empore, die Klangabstrahlung erfolgt von den Resonatoren der Kienle-Orgel, die seitwärts im Chorraum an einer tragbaren Zwischenwand dekorativ in Flügelform montiert sind.

## Gemeindeleben
Alle Vorsteher der Gemeinde, in Klammern die Amtszeiten:
- 1908–1928: Heinrich Thalhäuser[15]
- 1928–1946: Karl Klaus[15]
- 1946–1952: Wilhelm Papenfuß[15], kam aus Stolp in Pommern[3]
- 1952–1954: Paul Lilge[15], war Vorsteher in Grünau und betreute das Amt in Adlershof zusätzlich[3]
- 1954–1957: Fritz Tornow[15]
- 1957–1980: Karl Bohmhammel[15], kam aus Köpenick/Rahnsdorf[3]
- 1980–1983: Dietmar Przybylka[15]
- 1983–2016: Bernd Bohmhammel[15]
- 2016–2019: Sven Loock[15]
- 2019–2021: Holger Witzke[11]
- seit 2021: Bischof Udo Knispel

Etliche Jahre nach der Wende, Anfang des 21. Jahrhunderts erfolgte eine Neuorganisation der Neuapostolischen Kirchengemeinden in Berlin und Brandenburg, die Geschwister aus Adlershof gehörten nun zum Gemeindebezirk Berlin Ost, im Jahr 2022 zählte sie circa 190 Mitglieder.
Noch im Jahr 2022 findet eine weitere Fusion statt, die Gebietskirchen Berlin-Brandenburg sowie Nord- und Ostdeutschland bilden dann einen Bezirksapostelbereich. Bemerkenswert ist, dass dann auch NAK aus den europäischen und asiatischen Ländern Belarus, Dänemark, Estland, Finnland, Grönland, Irland, Island, Isle of Man, Kasachstan, Kirgisistan, Mongolei, Norwegen, Polen, Russland, Schweden, Tadschikistan, Turkmenistan, United Kingdom und Usbekistan dazugehören werden. Die Koordinierung erfolgt von Berlin aus.
Es finden regelmäßig Religions- und Konfirmandenunterricht, die Sonntagsschule und eine Vorsonntagsschule statt; außerdem existieren eine Jugendgruppe, ein gemischter Gemeindechor (bereits 1909 gegründet) und eine Instrumentalgruppe.
Zweimal wöchentlich werden Gemeindegottesdienste mit Gesangs- und Instrumentalbegleitung gefeiert.
Der Kirchenraum und die Orgel werden auch gern für Konzerte genutzt. In den Jahren 2013, 2014 und 2015 fanden bspw. Orgelabende (Orgel-Soiréen) in der Adlershofer Kirche statt.
Als Organisten in der Kirche sind Enrico Klaus, Bernd Bohmhammel und Marco Bohmhammel tätig.

## Sonstiges

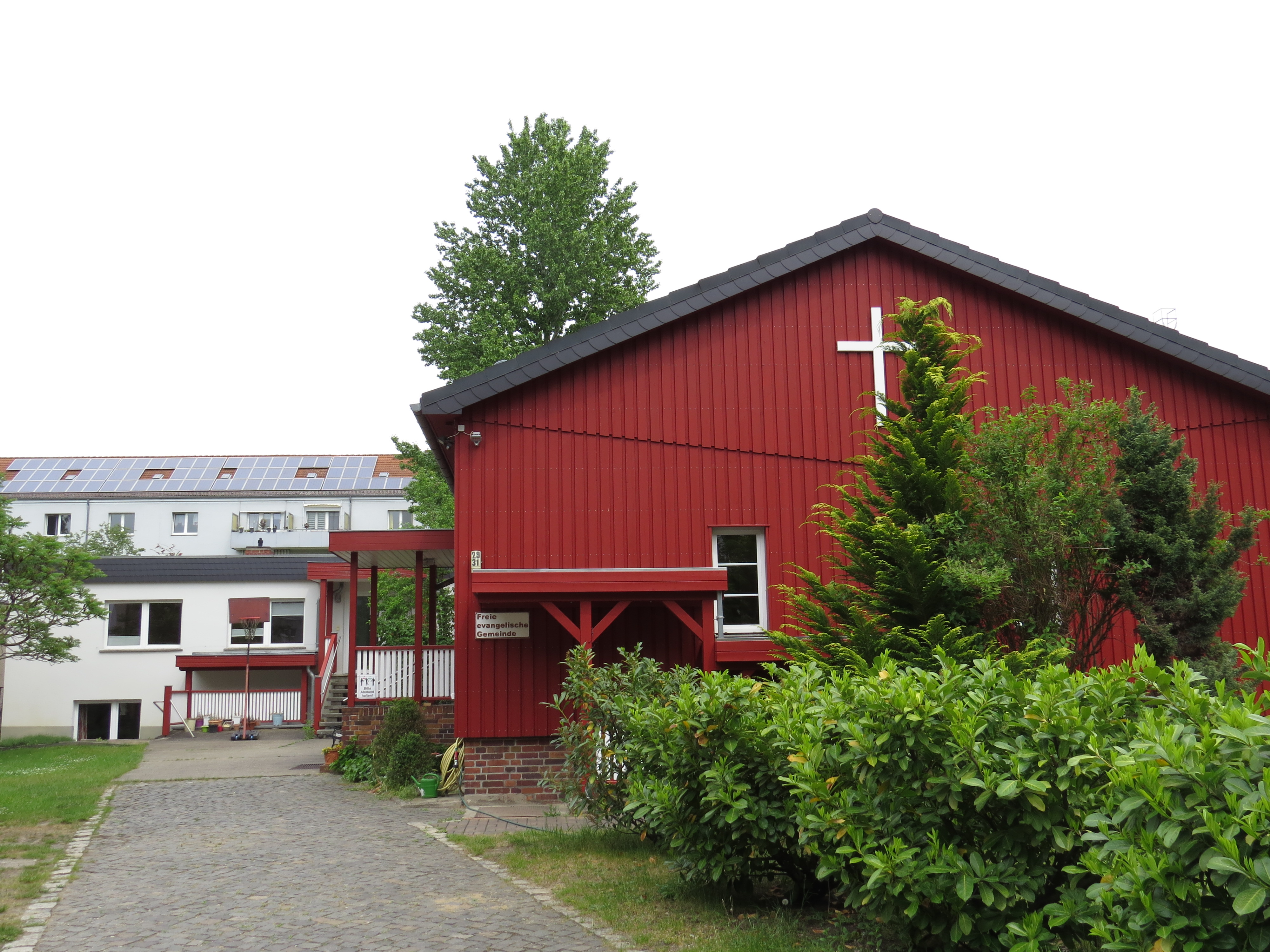
Schwedenkirche

Die an das Grundstück der neuapostolischen Kirche angrenzende Fläche (Adresse Handjerystraße 29–31) ist mit der Schwedenkirche der freien evangelischen Gemeinde Adlershof bebaut. Das entsprechende Gotteshaus ist ein einfacher Holzbau im Stil schwedischer Landhäuser mit flachem Pultdach; er ist wie schwedische Wohnhäuser mit dunkelroter Farbe gestrichen und trägt an seinem Giebel ein schlichtes weißes Kreuz.